# Caseasauria
Caseasauria é um clado extinto de sinapsídeos. Possui duas famílias descritas, Caseidae e Eothyrididae. As caseasaurias são atualmente conhecidas apenas pelo período Pennsylvaniano e o Permiano, e incluem duas famílias superficialmente diferentes, os pequenos insectivores ou carnívoros Eothyrididae, e os grandes  herbívoros, potencialmente aquáticos Caseidae.